# Straitjacket Fits
Straitjacket Fits  è stato un gruppo musicale neozelandese attivo dal 1987 al 1994.

## Storia
Il gruppo venne formato come The DoubleHappys ad Auckland dal cantante e chitarrista Shayne Carter, dal batterista John Collie e dal bassista David Wood. Il secondo chitarrista, Andrew Brough, si unì poco dopo la formazione del gruppo nel 1986. Pubblicarono con la Flying Nun Records un primo EP nel 1987, Life in One Chord, seguito dal primo album nel 1988, Hail: entrambi riscossero un certo successo e ne seguì una serie di concerti in giro per il mondo. Nel 1990 venne pubblicato il secondo album, Melt, anch'esso caratterizzato da un genere pop eccentrico che divenne più complesso nel successivo album Blow del 1993, nel quale Brough era stato sostituito da Mark Petersen. Senza Brough il suono del gruppo divenne ancora più grezzo rispetto al passato. Dopo una serie di concerti insieme ai The Bats e ai Jean-Paul Sartre Experience il gruppo si sciolse, nel 1994. Nel 1992 vennero definiti dalla rivista Melody Maker una delle band migliori del mondo. Furono introdotti nella New Zealand Music Hall of Fame nel 2008.

## Discografia
Album
- 1988 - Hail
- 1990 - Melt
- 1993 - Blow

EP
- 1987 - Life in One Chord
- 1991 - Bad Note for a Heart
- 1991 - Missing From Melt
- 1992 - Done + Spacing / Solid + Whiteout

Singoli
- 1988 - Hail - So Long Marianne
- 1990 - Sparkle that Shines / Grate
- 1990 - 1º disco: Down in Splendour / Seeing You Fled (live) - 2º disco: Missing Presumed Drowned (George Martin Knew My Father Mix) / Cave in (doppio 7")
- 1991 - Bad Note for a Heart / In Spite of It All
- 1993 - Cat Inna Can / Sycamore / Satellite
- 1993 -  If I Were You / Brother's Keeper (demo) / Burn It Up (demo)

Compilation
- 1998 - Straitjacket Fits